# Магия

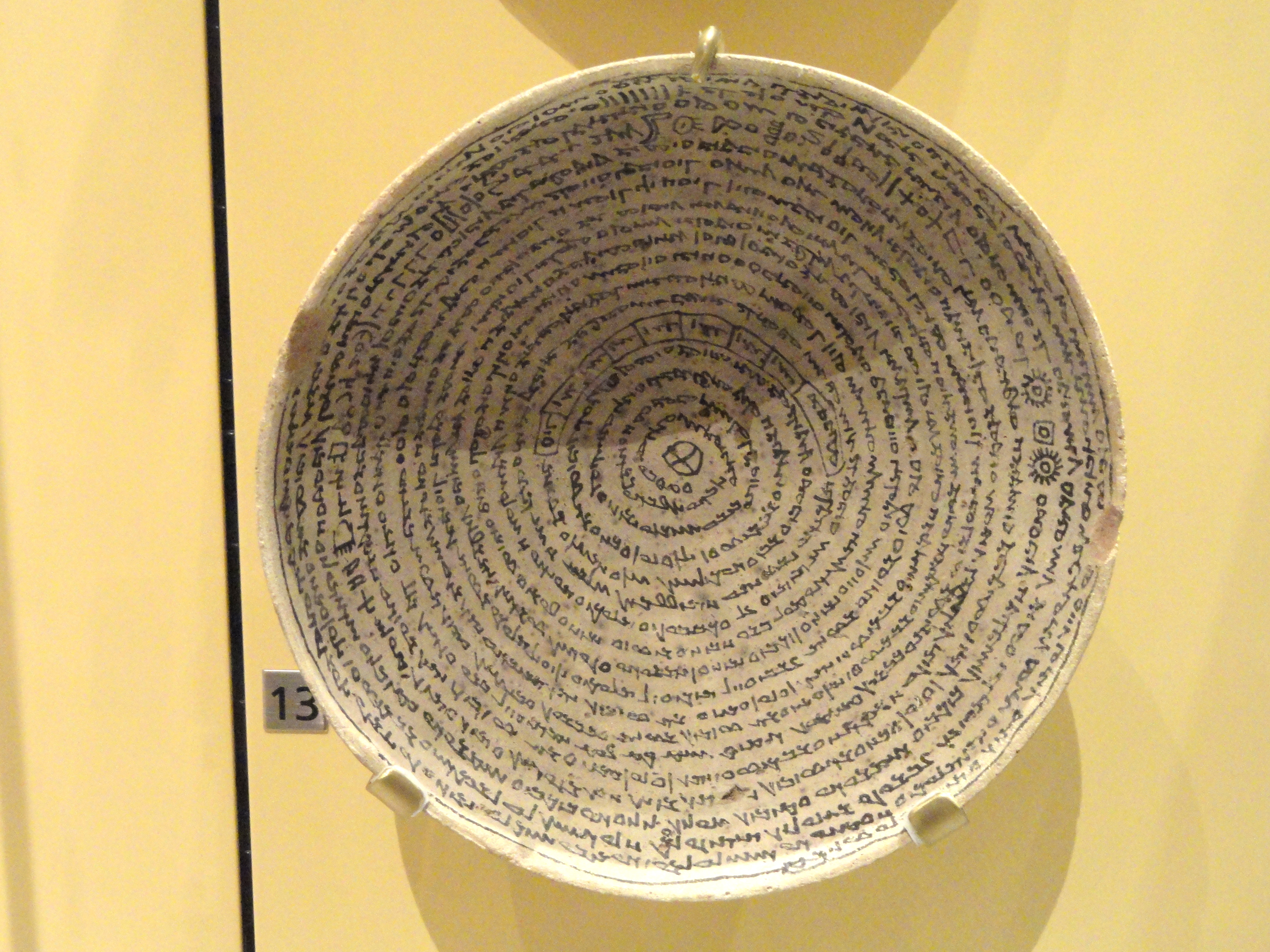
Чаша для заклинаний на мандейском языке

Ма́гия (лат. magia, греч. μαγεία) — действия, связанные с верой в способность человека влиять на силы природы, предметы, животных, судьбу людей, подчиняя себе сверхъестественные силы или манипулируя ими с помощью заклинаний, амулетов и определённых обрядов.
Практика, классифицируемая как магия, в сущности представляет собой аспект (или отблеск) мировоззрения, которого придерживались некоторые люди в разные моменты своего исторического развития. Таким образом, магия (как и религия, и наука) является частью общей культуры и миропонимания.
Западная традиция отличает магию от религии и науки, однако такие отличия и даже определения магии являются обширным полем для дискуссий.
Магия основана на системе мышления, при которой человек обращается к тайным силам с целью влияния на события, а также реального (или кажущегося) воздействия на состояние материи. Магия также может быть связана с различными системами мировоззрения, такими, например, как религиозно-философские движения (неоплатонизм, герметизм, еврейская каббала, христианская каббала). В западной культуре существуют разные формы магии, например, связанная с небесными сферами астрологическая магия, или сосредоточенная на эвокациях демонов демонология, такие дисциплины, как астрология и алхимия. Поскольку магия, как и просветление и другие формы западного эзотеризма, не считается[кем?] допустимой формой знания, она называется «отвергнутым знанием». В России слово «магия» не встречалось до XVIII века, вместо него использовались термины «колдовство», «волхование».

## Этимология
Слова маг, магия вошли в русский язык книжным путем, вероятно, через нем. Маgiе из лат. magia, которое восходит через греч. μαγεία к др.-перс. maguš. По другой версии, из нем. Маgiе или лат. magia. В России слово магия не встречалось до XVIII века.
В свою очередь др.-греч. μαγεία происходит от названия древнеперсидских жрецов от др.-перс. 𐎶𐎦𐎢𐏁 (maguš, «маг»). Древнеперсидское слово magu- происходит от праиндоевропейского *magh («мочь, быть в состоянии»); впоследствии иранцы начали использовать слово maguš («маг», то есть «Способный [специалист по ритуалу]») или *maghu, что, возможно, привело к древнекитайскому *Mᵞag («маг» или «шаман»). Древнеперсидская форма, вероятно, проникла в древние семитские языки как термин талмудического иврита «magosh», арамейский «amgusha» («маг») и халдейский «maghdim» («мудрость и философия»).
Слово μᾰγείᾱ стало стандартным термином для зороастрийских (персидских) жрецов, от которых восточные оккультные искусства стали известны грекам; у которых слово μάγος — «маг» (и родственные μᾰγικός, μᾰγείᾱ) стало названием человека, обладающего тайными знаниями и силой подобно персидским magus. С первого века до нашей эры сирийские «magusai» приобрели известность как фокусники и предсказатели.
Слово μάγος имеет и иные значения: «чародей, снотолкователь, звездочёт, прорицатель» (Ксенофонт, Лукиан), «лжемудрец, лжепрорицатель» (Софокл). Одно из наиболее ранних употреблений слова μᾰγείᾱ у Платона — «μᾰγείᾱ ἡ Ζωροάστρου» (букв. «магия Заратустры»). Чуть позже, после Платона, слово μᾰγείᾱ означает уже «колдовство, ворожба»; например, у Аристотеля — ἡ γοητικὴ μᾰγείᾱ (букв. «обман магии») или в Новом Завете — ταῖς μαγείαις ἐξεστηκέναι αὐτούς («(Симон Волхв) изумлял их волхвованиями» Деян. 8:11).

## Определения оккультистов
В Европе и Северной Америке по мере превращения магии в учение (группу учений) или квазинаучную дисциплину, появилось множество определений, сформулированных практикующими оккультистами. Так,
- Элифас Леви пишет, что магия — это «традиционная наука о секретах природы»[18].
- По Папюсу магия — «применение динамизированной человеческой воли к быстрому развитию сил природы»[19].

## Магические практики и традиции
Магические системы многочисленны и разнообразны. Некоторые из них:
- Алхимия — средневековое мистическое учение, являвшееся предшественником современной научной химии, направленное на поиски «философского камня», который должен был служить чудодейственным средством для превращения неблагородных металлов в золото и серебро, для лечения всех болезней.
- Христианская каббала — познакомившись с еврейской концепцией божественного языка, христианские каббалисты поверили в то, что при правильном произношении Божественных имён можно влиять на реальность.
- Гадания о будущем:
  - Астрология — возможность предсказания будущего по движению и расположению небесных тел на небесной сфере и относительно друг друга.
  - Мантика — гадания в Древней Греции и Риме, которые проводились с целью установления воли богов на основании предзнаменований. Способы гадания в античности были многообразны — посредством снов, по полёту птиц, по огню, по строению человеческого тела, по «показаниям покойника», по небесным явлениям и расположению светил, по внутренностям животных, по строению руки и т. д.
  - Карты таро — система символов, колода из 78 карт, появившаяся предположительно в Средневековье в XIV—XVI веке[20], к настоящему моменту используется преимущественно для гадания. Изображения на картах таро имеют символическое истолкование с точки зрения астрологии, оккультизма и алхимии, поэтому традиционно таро связывается с тайным знанием.
- Некромантия — вызывание духов мёртвых с различными целями: от духовной защиты до получения знаний, в том числе о будущем. В основе данной практики лежит убеждение в том, что мёртвые обладают особым могуществом и могут покровительствовать живым.
- Церемониальная магия — расширение ритуальной магии, в большинстве случаев они являются синонимами.
  - Гоетия — средневековая магическая традиция вызывания демонов и составления талисманов.
  - Енохианская магия — система церемониальной магии, основанная на вызывании и подчинении различных духов, которую активно используют современные западные маги.
  - Теургия — «искусство» воздействовать на божества, духов, демонов при помощи определённых церемониалов. Зародилось в рамках неоплатонизма, развито у Ямвлиха. В Средние века, а затем и в Новое время теургия была взята на вооружение некоторыми европейскими представителями мистицизма и в изменённом виде использовалась для достижения состояния обожения.

## История

### В первобытный период

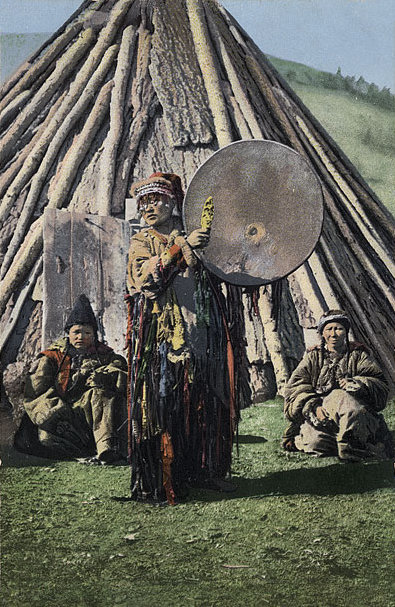
Алтайская шаманка с ритуальным бубном в руках

Магия, как одна из форм первобытных верований, появляется на заре существования человечества.
Если придерживаться теории о магическом («симпатическом» по Фрезеру) значении наскальной живописи (как это трактуется многими историками религии, например С. А. Токаревым или М. Элиаде), время появления магии можно отнести к периоду Верхнего палеолита.
В ранних формах социума магия ещё не была отделена от прочих верований, так же как ещё не существует специальных «должностей» мага, шамана или жреца.
Каждый член племени, в меру необходимости и своего понимания занимается собственной магической практикой: просит духов или животное-тотем о помощи на охоте, поклоняется предметам, приносящим удачу и т. п. Важнейшее значение имели групповые действия, необходимые всему племени, в первую очередь связанные с обрядами перехода (роды, инициация, свадьба, похороны) и охотой.
Развитие культуры и выделение особой социокультурной роли служителей культа (шаманов, жрецов и колдунов) постепенно приводят к превращению магии из общедоступных практик в «элитарную дисциплину» — что, однако, не мешает сохранению огромного количества простых народных магических обрядов, доступных любому человеку.
Это разделение весьма условно, и часто разница между шаманом, колдуном и знахарем весьма условна. Развитие жречества, в свою очередь, тесно связано с развитием политеизма, формированием культов отдельных божеств.
В политеистический период, с уходом шаманизма, магические практики становятся одним из основных занятий жречества.
В то же время, теория об эволюционной последовательности магии, религии и науки, выдвинутая Дж. Фрезером, в настоящее время отвергнута.
Социально-культурный антрополог Э. Э. Эванс-Причард после изучения народа азанде Северного Судана в 1937 году пришёл к выводу, что у первобытных народов нет разделения на «естественное» и «сверхъестественное», и колдовство для них — часть «нормы», а не экстраординарное событие.

### В Египте и Шумере
Существует большой объём клинописных текстов на шумерском и аккадском языках, посвящённых практическим вопросам использования магических приёмов в медицине, предсказаниях, любви, привлечения удачи и успеха в делах, нанесение вреда врагам, и т. д. В Месопотамии магия не являлась маргинальным или подпольным занятием (в отличие от античного мира), она официально практиковалась при королевском дворе, магические обряды могли также позволить себе знатные или богатые люди. Основной магической практикой в Шумере было обращение и использование сил небесных объектов, таких как планеты, звезды и созвездия, которые считались манифестациями божественных и демонических сущностей. До сегодняшнего дня дошли клинописные тексты ритуала «Maqlû», призванного противодействовать враждебным магическим воздействиям, использующим предметы, волосы, одежду, еду, питьё, и т. д. принадлежащие жертве магической атаки, в котором аккадский маг-экзорцист обращался за защитой к «ночным звёздам»

### В античности
Уже в текстах Гомера можно встретить ряд прямых отсылок к магии. Даже если исключить волшебные предметы, связанные с богами (шлем Аида, сандалии Гермеса и его посох «кадуцей» и т. п.), и такие скорее фольклорно-сказочные мотивы, как превращение волшебницей Киркой в свиней спутников Одиссея, в «Одиссее» можно отметить однозначно магические детали. Например, «моли» — растение, защищающее от магии, которое дарит Одиссею Гермес, — упоминание лечебного заговора и, конечно, подробно описанный некромантический обряд:
| Отрывок из Гомера |
| --- |
| Слушай с вниманием: как только туда ты, герой, доберёшься, Выкопай яму, чтоб в локоть была шириной и длиною, И на краю её всем мертвецам соверши возлиянье - Раньше медовым напитком, потом вином медосладким И напоследок — водой. И ячной посыпь все мукою. Главам бессильным умерших мольбу принеси с обещаньем, В дом свой вернувшись, корову бесплодную, лучшую в стаде, В жертву принесть им и много в костер драгоценностей бросить. Старцу ж Тиресию — в жертву принесть одному лишь, отдельно, Чёрного сплошь, наиболе прекрасного в стаде барана. Славное племя умерших молитвой почтивши, овцу ты Чёрную вместе с бараном над ямою в жертву зарежь им, Поворотив их к Эребу и в сторону сам отвернувшись По направленью к теченьям реки Океана. Тотчас же Множество явится душ мертвецов, распрощавшихся с жизнью. Ты немедля тогда товарищам дай приказанье, Чтобы тот скот, что лежит там, зарезанный гибельной медью, Шкуры содравши, сожгли и молитвы свои вознесли бы Мощному богу Аиду и Персефонее ужасной. Сам же вытащи меч медноострый и, севши у ямы, Не позволяй ни одной из бессильных теней приближаться К крови, покуда ответа не даст на вопросы Тиресий |
| Одиссея, [lib.ru/POEEAST/GOMER/gomer02.txt песнь 10, стихи 516—539]. |

Это безусловно свидетельствует о том, что уже во времена Гомера греки имели достаточно развитые представления о магии.

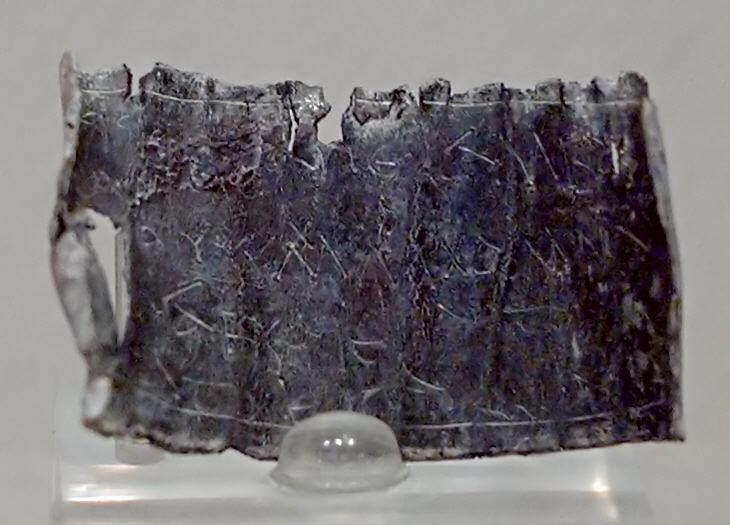
Дощечка проклятий, Рим, IV век н. э.

В микенский период начинаются активные заимствования магических практик из ближневосточного региона и адаптация их под греческие реалии. Активно развивается медицинская магия и изготовление амулетов. Создаются проклятия и зелья, а также вредоносные амулеты в виде узлов, присутствующие в очень многих культурах.
Сходные процессы можно наблюдать и в Риме. Важным источником по развитию магии в этом периоде служат т. н. «дощечки проклятий» (лат. Defixionum Tabellae), распространённые на всей территории империи — по-видимому, это был общедоступный способ простонародной магии.
Простонародные и жреческие магические практики были тесно связаны с поклонением богам. В первую очередь покровителями магии были Гермес (эта функция сохранится за ним и в более поздние периоды) и Геката, связанная в первую очередь с некромантией и женскими магическими практиками. В меньшей степени, но все же использовались в связи с магией имена Геи, Персефоны, Аида.
Однако магическая традиция Римской империи не исчерпывалась простонародными магическими практиками. По мере развития неоплатонизма магия, в первую очередь теургия, становится важной составляющей этой философской школы. Основоположником такого синтеза становится крупнейшие неоплатоники — Ямвлих и Порфирий.
В отличие от простонародных практик, теургия остаётся достоянием элиты — в первую очередь в силу сложности лежащей в её основе неоплатонической философии, но ещё и потому, что носители этих идей принципиально противопоставляли себя народной магии, традиционно в Риме осуждавшейся. Именно в этот период в среде неоплатоников появляются материалы и ритуалы, предназначенные не для «клиента», а для самого мага — способы узнать благоприятное время для ритуала, теургические тексты.
Развитие христианства, ведшего активную борьбу с магией, как частью позднеантичной философии и религии, повлекло за собой падение неоплатонической магии, приёмы которой были восстановлены только в Возрождение.

### Раннее христианство и Средневековье

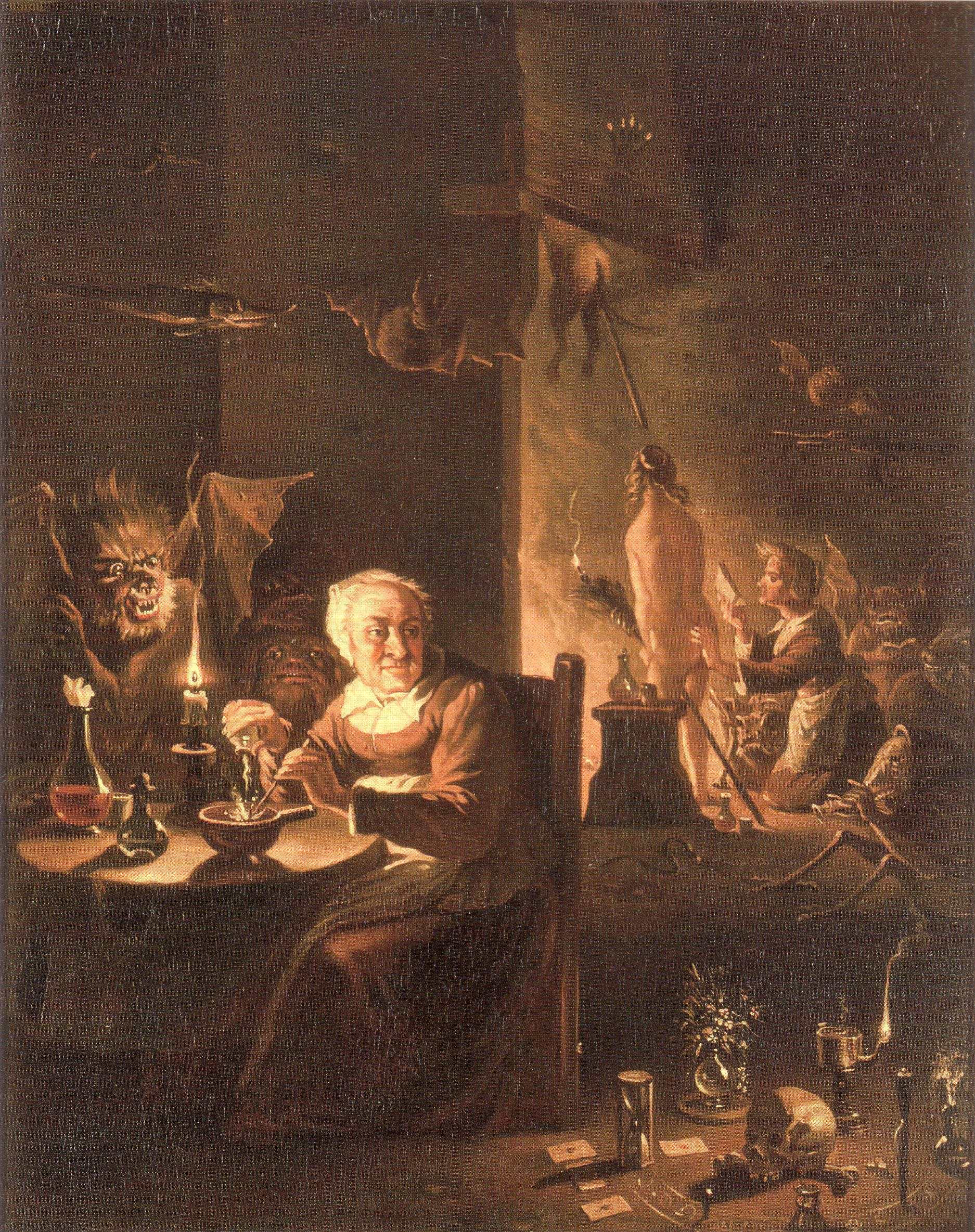
Изображение ведьмы, около 1700 г., Германия

Ранние христианские авторы первых веков н. э. сохранили греко-римское негативное отношение к магии, усилив его концептуальными заимствованиями из иудаизма, например, противопоставлением «магии» и «чуда». Представление о том, что магия отличается от принятых религиозных и культурных норм, являлось общим как для христианства, так и для классической культуры, при этом они использовали одинаковые критерии для их различения.
Для ранних христианских авторов (таких, например, как Августин) магия не просто представляла собой мошеннические и шарлатанские ритуальные практики, но была полной противоположностью религии, потому что она опиралась на сотрудничество с демонами, приспешниками сатаны. При этом христианское представление о магии было тесно связано с христианским представлением о язычестве, а вместе они — и магия, и язычество — причислялись к суевериям, другому понятию, заимствованному из поздней римской культуры. Эта акцентуация на якобы аморальность и неправильность магии в христианстве, и противопоставление её «доброй религии» было намного резче, чем отношение к магии других крупных монотеистических религий того исторического периода — иудаизма и ислама. Например, в то время как христиане считали демонов абсолютным злом, джинны — аналогичные сущности в исламской мифологии — воспринимались мусульманами как амбивалентные фигуры.
Фигура мага в христианских воззрениях была представлена Симоном Магом или иначе «Симоном Волхвом», как в Деяниях Апостолов, так и в хоть и апокрифических, но влиятельных Деяниях Петра выступавшим против Апостола Петра. Христианские богословы считали, что существует множество различных форм магии, большинство из которых являются видами гадания. Например, Исидор Севильский выпустил перечень занятий, которые он рассматривал как магические, среди них он перечислил ауспицию, некромантию, астрологию, заклинания, гороскопы, амулеты, геомантию, гидромантию, аэромантию, пиромантию, зачарование и лигатуры. В то же время в средневековой Европе магия стала ассоциироваться с ветхозаветной фигурой царя Соломона; писались различные гримуары, книги, описывающие магические практики, авторство которых приписывалось Соломону, прежде всего Ключики Соломона.

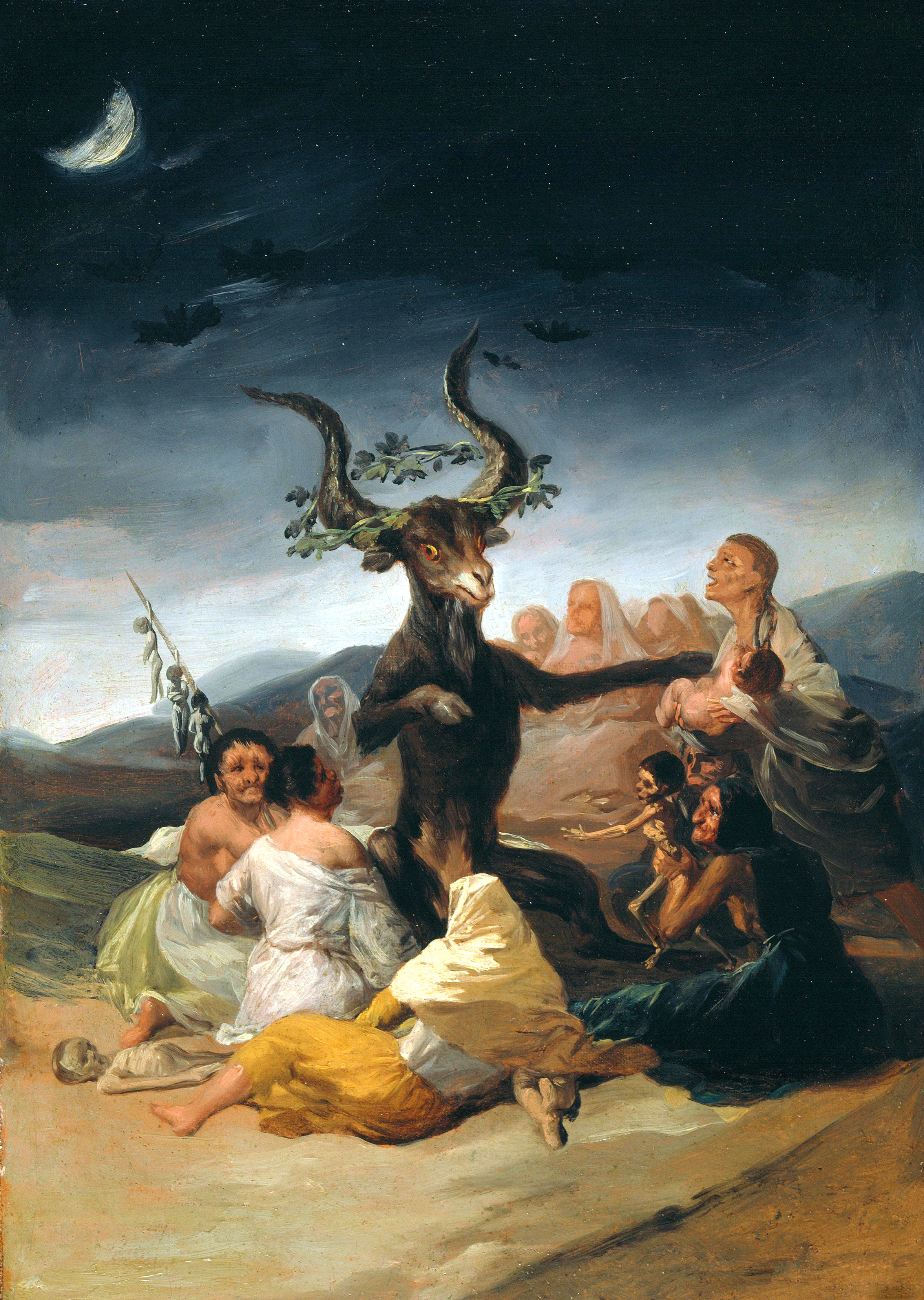
Франсиско Гойя. Шабаш ведьм. 1797—1798. Фонд Ласаро Гальдиано. Мадрид

В раннесредневековой Европе магия считалась предосудительной и являлась поводом для ареста. В начале XVI века эдиктом Великого инквизитора Альфонсо Манрикеса каждый католик обязан был доносить инквизиции на любого человека, который имеет духов-помощников, заклинает демонов любыми словами или магическими кругами, применяет астрологию для предсказаний будущего, владеет зеркалами или кольцами для заклинания духов, гримуарами или другими книгами по магии. В средневековой Европе христиане часто подозревали мусульман и евреев в совершении магических обрядов, в некоторых случаях эти предполагаемые магические обряды, включая предполагаемое принесение в жертву евреями христианских младенцев, приводили к тому, что христиане убивали представителей этих религиозных меньшинств. Христианские группы часто также обвиняли другие, конкурирующие христианские группы — которые они считали еретическими — в причастности к магической деятельности. Кроме того, в средневековой Европе отдельно использовался термин лат. maleficium, обозначавший формы вредоносной магии, или колдовства, совершаемого с целью нанесения вреда. В позднем средневековье слова обозначающие практиков вредоносного колдовства появились в разных европейских языках: фр. sorcière на французском, нем. hexe на немецком, итал. strega на итальянском и исп. bruja на испанском. Английский термин для обозначения практиков злотворного колдовства — (англ. witch), происходит от более раннего древнеанглийского термина др.-англ. wicce.

### В эпоху Возрождения
Хотя отношение к магии во многих христианских церквях было сформулировано в церковных канонах и на протяжении всего своего расцвета в период эпохи Возрождения магия подвергалась острой критике богословов, как католических, так и протестантских, начало эпохи Возрождения и Нового времени не могло не сказаться на развитии магии, так, ещё в Средневековье популярность приобретает «христианская каббала», примером чего может служить перевод на латынь трактата Sefer Raziel HaMalakh. В сочетании с идеями неоплатонизма, герметизма и гностицизма, она подробно освящается в трудах многих гуманистических мыслителей. В начале эпохи Возрождения концепция магии подверглась много более позитивной переоценке благодаря разработке концепции естественной магии (лат. magia naturalis). Это термин, введённый и разработанный двумя итальянскими гуманистами, философом-платоником Джованни Пико делла Мирандолой и Марсилио Фичино. В их философской и мировоззренческой системе магия рассматривалась как элементарная сила, пронизывающая всю вселенную и управляющая всеми природными процессами<, и, таким образом, их представление о магии в корне отличалось от основной церковной идеи, в которой магия считалась демоническим заблуждением. Их идеи повлияли на множество более поздних философов и писателей, среди которых маг Агриппа Неттесгеймский, математик и алхимик Джон Ди, философ-неоплатоник Джордано Бруно, врач и алхимик герметико-кабалистической традиции Парацельс, астролог и утопист Томмазо Кампанелла, философ и гуманист Иоганн Рейхлин, демонолог, криптограф и маг аббат Иоганн Тритемий. В свою очередь уже их воззрения сильно повлияли на дальнейшее развитие европейской магической традиции. По словам историка Ричарда Кикхефера, концепция естественной магии «твёрдо овладела европейской культурой» в течение XIV и XV веков, привлекая интерес натурфилософов различных направлений, включая последователей аристотелизма, неоплатоников и герметиков. Император Священной Римской империи германской нации Рудольф II даже создал в Праге своеобразный центр оккультной мысли своего времени — при его дворе бывали Джон Ди и его медиум Эдвард Келли, был принят крупнейший каббалист раввин Лев бен Бецалель, по одной из версий легенды императора посещал и доктор Иоганн Фауст, что, однако, является выдумкой, поскольку исторический доктор Фауст умер за 12 лет до рождения императора Рудольфа II.

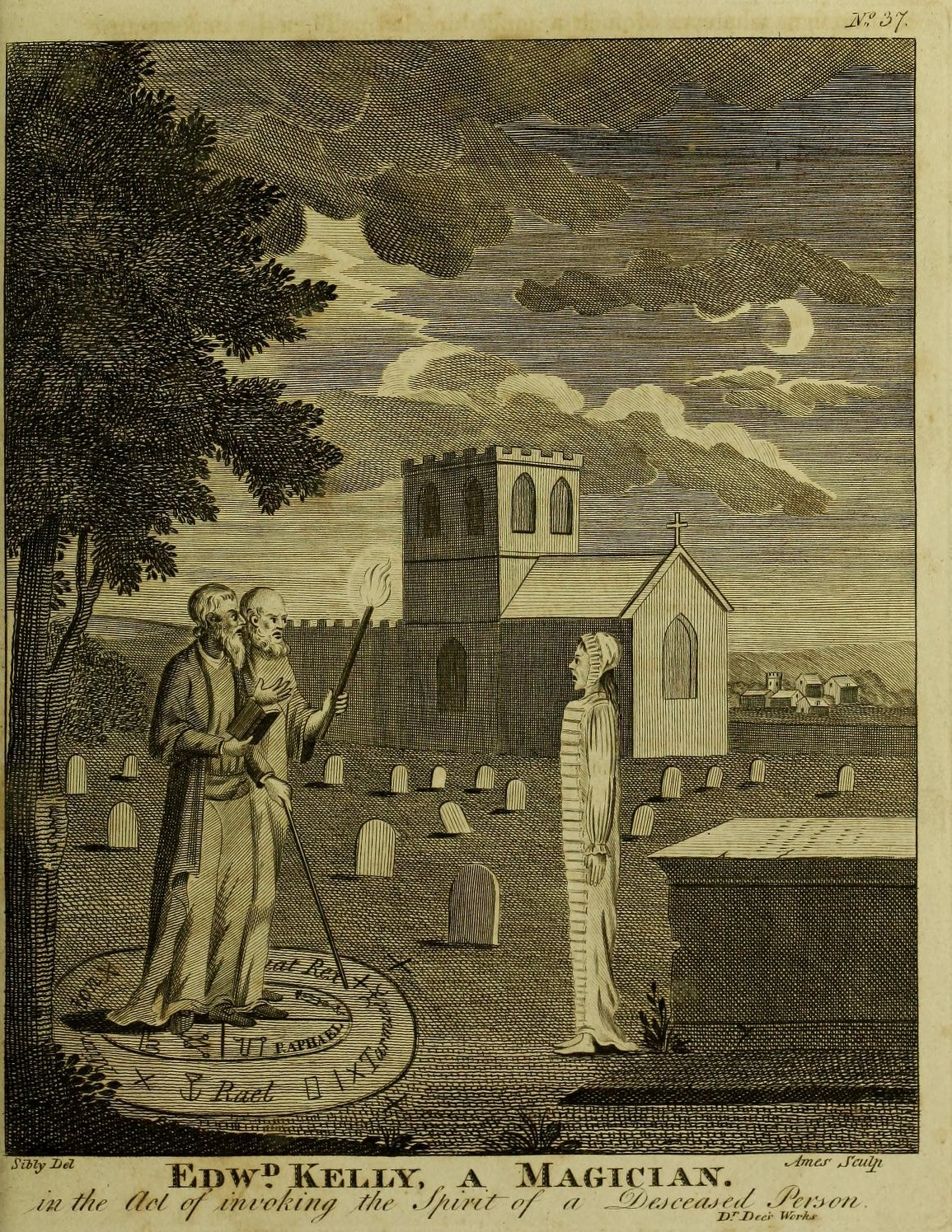
Доктор Джон Ди и Эдвард Келли призывают духа.

В своих сочинениях Джованни Пико делла Мирандола выдвинул тезис, укрепивший позицию восприятия магии в христианском ключе, и повлёкший за собой возбуждение интереса к магии среди христианских учёных, богословов и иных деятелей той эпохи. Этот тезис гласит:

Никакая иная наука не удостоверяет нас так в божественности Христа, как магия и каббала. 
Пико и его сочинения оказали, и продолжают оказывать существенное влияние на развитие интереса к каббале и магии в образованных кругах европейских мистиков.
Сторонники таких воззрений утверждали, что магия может быть как благой, так злой; в 1625 году французский библиотекарь Габриэль Ноде написал сочинение «Извинения за всех мудрецов, ложно подозреваемых в магии», в котором он отделил «Mosoaicall Magick», которая, как он утверждал, пришла от Бога и включала пророчества, чудеса и говорение на языках — от «геотики» (англ. geotick) — магии, исходящей от демонов. Он подразделял магию на белую (лечащую, оберегающую и защищающую), чёрную (вредящую), «божественную» и «естественную». К естественной магии учёный относил такие науки, как астрономия, химия, физика и т. п.. Оккультные взгляды в то время легко сочетались с занятиями тем, что в XX—XXI веках понимается как академическая наука: помимо уже упомянутых персоналий, дань магии, астрологии или алхимии отдали Исаак Ньютон и Тихо Браге. Хотя сторонники естественной магии настаивали на том, что их искусство не зависит от действий демонов, критики не согласились с этим, утверждая, что демоны просто обманули этих магов.
К семнадцатому веку концепция естественной магии постепенно переходила во все более «натуралистические» направления, причём различия между ней и наукой становились все более и более размытыми. Процесс этот был двусторонним. С одной стороны, имел место процесс «расколдовывания мира» (то есть процесс постепенного вытеснения мифа рациональным мышлением). С другой стороны, культурные апелляции к античности (в том числе и к античной религиозности) и переводы на доступные европейцам языки древних текстов, такие как перевод на латынь текстов Герметического корпуса, совершенный Марсилио Фичино в 1461 году, спровоцировали всплеск интереса к оккультизму. Ценность естественной магии как концепции для понимания вселенной позднее была подвергнута усиленной критике в эпоху Просвещения в восемнадцатом веке.
Несмотря на попытку вернуть термину «магия» положительное значение и использование его в позитивном ключе, такое представление не вытеснило традиционное отношение к магии на Западе, которое осталось в значительной степени негативным и враждебным. В то же время, даже когда Естественная магия вызывала интерес, и к ней проявлялась значительная терпимость, в Европе наблюдалось активное преследование ведьм, обвиняемых в практике лат. maleficium (в чёрной магии и колдовстве). Восприняв и усвоив негативные коннотации термина «магия», протестанты продолжили использование его в отрицательном ключе, главным образом направив его против римско-католической церкви, чью литургическую практику и богослужения они стремились представить как магические, а не религиозные. Многие католики были обеспокоены этими обвинениями, и впоследствии, в течение нескольких столетий разные писатели-католики продолжали полемизировать на тему того, что их практика на самом деле скорее религиозная, чем магическая. Протестанты также часто использовали обвинения в магии против других протестантских групп, с которыми они боролись. Таким образом, концепцию магии использовали для того, чтобы предписывать своим последователям какие религиозные убеждения и практики являются уместными, а какие нет. В этот же самый период аналогичные требования выдвигались в исламском мире. Например, арабский клерик Мухаммед ибн Абд аль-Ваххаб, основатель ваххабизма, осудил ряд обычаев и практик, таких как гадание и почитание духов как сихр, которые, в свою очередь, как он утверждал, являются формой ширка, грех идолопоклонства.

### В XVII—XIX веках
По мере распространения научной картины мира магия отступает на второй план вместе с другими оккультными учениями. Её история в XVIII и первой половине XIX века тесно связана с именами таких деятелей-авантюристов, как граф Сен-Жермен, Алессандро Калиостро, Фридрих Месмер.
Другой стороной развития магии стал интерес к ней в различных тайных обществах — прежде всего среди некоторых лож масонов, в особенности в ложах так называемого «египетского масонства» уставов Мемфис и Мицраим, предтечей которых послужил алхимический и оккультный обряд Arcanum Arcanorum графа Алессандро Калиостро, слившихся позднее в один устав «Мемфис-Мицраим», в который степени Arcanum Arcanorum были включены в качестве высших градусов устава, образовав так называемый «внутренний круг». В то же время оккультная мысль, высшая магия и теургия развивались среди розенкрейцеров и мартинистов, особенное развитие получив в Ордене Рыцарей-Масонов, Избранных Коэнов Вселенной Дома Мартинеса де Паскуалли.

### Европейский оккультизм конца XIX — начала XX века
Данный период времени характеризуется повышенным интересом к различным формам мистико-магических традиций и попытками синтезировать их в единую концепцию. Предтечей этого направления можно считать Элифаса Леви, а основоположниками течения — Орден «Золотой Зари» для английской ветви, и Орден Мартинистов Папюса — для континентальной. Члены обеих ветвей стремились к аккумулированию традиционного европейско-античного опыта (включая розенкрейцерство, масонство, алхимию, каббалу, гримуарную традицию, таро, и, в широком смысле, египетское и греческое наследие), однако Орден Золотой Зари пошёл по эклектическому пути смешения европейского оккультизма с индийскими практиками йоги, и аккумулировал знания под эгидой более языческой, тогда как Орден Мартинистов Папюса — синтезировал знания под эгидой христианского мистицизма и теургических практик. «Высшие» магические традиции того времени склонялись к использованию церемониальной магии.

## Магия и религия
Магия длительное время рассматривается как архаичное мировоззрение, форма иррациональной веры, лишённой внутренней духовной ценности религии или рациональной логики науки. Религия, согласно мнению известного антрополога Эдуарда Тайлора, включает непосредственные личные отношения между людьми и духовными силами; в наивысшей форме религиозности — это отношения с индивидуальной, самосознающей всемогущей духовной сущностью. Магия, с другой стороны, характеризуется как внешняя, безличная и механистичная, основанная на технических актах волеизъявления. Маг желает манипулировать сверхъестественными силами, в то время как религиозный человек в молитве лишь просит высшие силы; это различие было исследовано Брониславом Малиновским в его работе о жителях островов Тробриан. Более того, согласно Эмилю Дюркгейму, религия — общественна, коммунальна, поскольку её последователи, связанные общей верой, формируют религиозную организацию. Магия, напротив, не даёт постоянных взаимоотношений между своими последователями, лишь временно связывая магов с людьми, которым они предоставляют свои услуги. Исследования Альфреда Радклифф-Брауна на Андаманских островах показали, что магия тоже может иметь общественный аспект.
В советском религиоведении считалось, что «магия является составной частью и всех современных религий».. Современные религиоведы используют более нейтральную формулировку, указывая, что «культовая практика исторических религий включила в себя в качестве составного элемента традиции всех типов магии, переосмыслив их при этом в духе собственного вероучения и подчинив их своим задачам».
Согласно исследованию ВЦИОМ в 2013 году, доверие к гороскопам и другим магическим практикам в большей степени присуще людям верующим (в частности, православным), чем атеистам. К услугам колдунов, по данным Института социологии РАН, регулярно обращается 67 % гражданок России — при том, что доля верующих составляет 93 %.
В 2016 году Всероссийский центр изучения общественного мнения (ВЦИОМ) представил данные исследования об отношении россиян к колдовству. 36 % опрошенных признались, что считают определённых людей способными наводить порчу и сглаз, из них четверть (27 %) заявляет, что сталкивалась с проявлениями колдовства лично. Те или иные способы охраны от злой магии применяют 29 % россиян, верящих в колдовство: защиту ищут в первую очередь в религии (43 % сказали, что молятся, посещают церковь), 14 % носят крестик или ладанку. Часть опрошенных прибегает к народным средствам: носит амулеты (12 %), особую булавку (9 %) или использует другие способы.

### Магия и христианство
Отцы Церкви крайне отрицательно относились к магии, хотя их подходы к этому явлению сильно отличались. Так, Августин из Гиппона был первым христианским автором, всесторонне рассмотревшим вопросы отношения магии и христианства. Влияние Августина на теологию было настолько велико, что его воззрения продолжают накладывать отпечаток на отношение христиан к магии вплоть до сегодняшнего дня. Августин полагал, что магия есть пакт с демонами, служащими Сатане, который и научил изначально людей магии. В то же время Ирений Лионский, как и ряд других отцов церкви, называл магией любые языческие ритуальные религиозные практики и обвинял в магии гностиков, например Марка. Они полагали, что если чудеса творились христианскими святыми, то они были совершены божественными силами, а если творились язычниками или еритиками, то являлись результатом деятельности демонических сил и Сатаны. В то же время Ирений считал, что большинство известных ему случаев магии было обманом и жульничеством.
Многие канонические тексты Ветхого и Нового заветов содержат осуждение занятий магическими практиками., например:

- …не должен находиться у тебя проводящий сына своего или дочь свою чрез огонь, прорицатель, гадатель, ворожея, чародей, обаятель, вызывающий духов, волшебник и вопрошающий мертвых; ибо мерзок пред Господом всякий, делающий это… (Втор. 18:10).
- Дела плоти известны; они суть: прелюбодеяние, блуд, нечистота, непотребство, идолослужение, волшебство, вражда, ссоры, зависть, гнев, распри, разногласия, (соблазны), ереси, ненависть, убийства, пьянство, бесчинство и тому подобное. Предваряю вас, как и прежде предварял, что поступающие так Царствия Божия не наследуют. (Гал. 5:19).
- Боязливых же и неверных, и скверных и убийц, и любодеев и чародеев, и идолослужителей и всех лжецов участь в озере, горящем огнём и серою. (Откр. 21:8)

По ветхозаветному закону волшебство наказывалось смертной казнью (Исх. 22:18).
Римское право предполагало смертную казнь за убийство или причинение ущерба путём колдовства или магии. То же самое было принято и среди германских племён. Распространение христианства в Римской империи и среди германских племён резко сократило преследования и убийства магов и ведьм.
Каноническое право Восточной церкви, сформированное рядом вселенских и поместных соборов, было значительно мягче в отношение к магии, если не было факта богохульства и/или ереси. Наказание не включало в себя уголовного преследования и ограничивалось лишь относительно мягкими церковными наказаниями, такими как покаяние, молитва, и недопущение на время к таинствам. Например, в 61 Правиле Шестого Вселенского Собора сказано:

Предающиеся волшебникам, или так именуемым стоначальникам, или другим подобным, дабы узнать от них, что восхотят им открыть, согласно с прежними отеческими о них постановлениями, да подлежат правилу шестилетней епитимии. Той же епитимии надлежит подвергать и тех, которые водят медведиц, или иных животных, на посмешище и на вред простейших, и соединяя обман с безумием, произносят гадания о счастье, о судьбе, о родословии и много других подобных толков; равно и так именуемых облакогонителей, обаятелей, делателей предохранительных талисманов, и колдунов. Закосневающих же в сем, и не обращающихся и не убегающих от таковых пагубных и языческих вымыслов, определяем совсем извергать из Церкви, как и священные правила повелевают. Ибо, какое общение света ко тьме, якоже глаголет Апостол: или кое сложение Церкви Божией со идолы; или кая часть верному с неверным; кое же согласие Христа с велиаром?
После раскола 1054 года, Западная церковь стала ужесточать своё отношение к магии и колдовству, начались процессы над ведьмами, в результате которых тысячи женщин были сожжены на кострах по обвинению в занятиях магией. В отличие от периода раннего христианства, когда обвинения в магии использовались христианами в борьбе против язычников, начиная с XI века обвинения в магии стали использоваться в основном против других христиан, чьи убеждения считались еретическими, а также в политических целях. Так, в 1307 году Римским папой Клементом V был разогнан орден тамплиеров, а его магистр, Жак де Моле, погиб на костре инквизиции. Среди предъявленных ордену и его магистру обвинений, было и обвинение в магии. Преследования и массовые убийства ведьм католической церковью продолжались до начала XVIII века. Православная церковь такого масштаба репрессий против ведьм не знала.
Мартин Лютер, немецкий богослов, лидер Реформации и основатель лютеранства, описывал Дьявола как сильного и активного врага Евангелия, которому служат ведьмы и чародеи. Он полностью поддерживал смертную казнь в отношении осуждённых по обвиненнию в магии. С другой стороны, демонология Джона Кальвина, основанная на буквальном прочтении Ветхого Завета, и его негативное отношение к магии и ведьмам, совпадало как с представлениями Лютера, так и с господствующими католическими взглядами.
В советском религиоведении считалось, что «пережитки магических обрядов сохраняются и в христианстве (таинства причащения, миропомазания, молитва и др)». Такую же точку зрения высказывает и ряд современных религиоведов, хотя в современном религиоведении этот вопрос остаётся спорным. Так, в Новой философской энциклопедии утверждается следующее: «В отличие от магических заклинаний, в теистических религиях, исповедующих личного Бога-Творца, любящего своё творение, молитва является способом установить контакт с Богом, вступить с ним в общение».
На протяжении всего своего расцвета в период Возрождения магия подвергалась острой критике богословов, как католических, так и протестантских. Православное и католическое богословие категорически отрицает связь христианства и магии. В Православной энциклопедии утверждается, что «подлинная религиозность чужда магизму, ставящему на место молитвы, веры и жертвенной любви волхвование, заклятие, принуждение. В этом проявляется его глубинная связь с грехопадением, с притязаниями человека утвердить свою волю выше воли Божественной». Согласно Католической энциклопедии, «магия как практика в христианстве не имеет места. <…> Католическое богословие порицает магию и любые попытки её практикования, рассматривая её как тяжкий грех». В официальном Катехизисе Католической церкви указано что «все практики магии и колдовства являют полную противоположность достоинству религии» и должны быть осуждены.

### Магия и ислам
В исламе колдовство и магия называется сихром (араб. سحر‎) и считается одним из грехов. Обучение колдовству происходит через злых духов. В Коране оппоненты пророка Мухаммада называли его проповеди «колдовством, переданным ему кем-либо», а его самого «колдуном» (сахир) или «околдованным» (масхур), однако сам Мухаммад не допускал приложения к себе этих терминов, так как считал свою миссию принципиально отличной по характеру и предназначению. В Коране колдовство связано прежде всего с Египтом, где жил пророк Муса (Моисей) и с Вавилоном, где жили ангелы Харут и Марут, которым колдовство было ниспослано Аллахом, для того, чтобы они предложили его людям как искушение. Ислам подчёркивает, что подлинное знание исходит лишь от Аллаха, а колдовство ложно (от шайтанов). Центром оккультных наук в Арабском халифате долгое время был Египет, однако позднее центр сместился, по-видимому, в страны Северной Африки (магриб). Это явление, очевидно, связано с деятельностью суфийских братств (тарикат), воспринявших наследие языческой Африки.
Позиция мусульманского богословия по отношению к колдовству формировалась под влиянием Корана, а также в ходе полемики о святых (авлия) и чудесах (муджизат, карамат). Мутазилиты рассматривали чудеса как колдовство. В период между X и XIII вв. в суннитском богословии представление о колдовстве отделилось от представления о чудесах, а сама магия стала делиться на «законную» и «запретную». Считается, что колдовство основано на связи колдуна с джиннами. Те, кто практикует «законную» магию, достигают этой цели после обращения к Аллаху за помощью, а занимающиеся «запретной» магией связываются с джиннами. В мусульманском мире колдовство иногда запрещалось под страхом смерти. По мнению мутазилитов, ханафитов и шафиитов «запретная» магия сводится к воздействию на субъективные ощущения при помощи различного рода ухищрений (использование благовоний, наркотиков и т. п.), а сущность вещей при этом не изменятся. «Законная» магия подразделялась на «высокую» (ульви), или «божественную» и «низкую» (суфли), или «дьявольскую».
Имам аль-Газали порицал колдовство, хотя не подвергал сомнению саму возможность использования могущества джиннов. Различного рода магические действия и оккультные знания составили одну из важнейших сторон культуры мусульманских народов Средневековья. Практически ни одно из серьёзных философских сочинений не обходилось без глав, посвящённых колдовству. В качестве талисманов (сабаб) часто выступают отдельные суры и аяты Корана.

### Магия и буддизм
В буддизме считается, что на четвёртой стадии дхьяны практикующему медитацию буддисту становятся доступны следующие сверхспособности (абхиньянья):196—197:
- Божественный слух (способность слышать звуки любых миров[105]:90);
- Божественное зрение (способность видеть любые явления, включая неземные[105]:90);
- Способность вспоминать прошлые жизни (как свои, так и других людей);
- Способность читать чужие мысли (телепатия);
- Способности творить чудеса (сиддхи). Это может быть левитация, изменение размера тела и другие чудеса.

Ещё одна сверхспособность может быть доступна только тем, кто смог достичь нирваны и прекратить страдания. Данная шестая сверхспособность включает в себя «знание, прекращающее влияния чувственных желаний, ложных взглядов и тьмы невежества». Согласно буддийским текстам, легендарной фигуре Гаутамы Будды приписывается обладание всеми шестью сверхспособностями:90—91. Согласно Типитаке, Будда совершил 3500 чудес:244.
Тем не менее первые пять сверхспособностей не дают буддисту познания высшей истины. Кроме того, существует большая опасность того, что адепт получит привязанность к магическим способностям и тем самым к миру. По этой причине стремление к сверхспособностям не допускается в буддийском учении. Магические силы, полученные побочно, разрешается применять только для уничтожения омрачений ума (асов), что культивирует упеккху или высшее бесстрастие:197.
Особым магическим направлением в буддизме является тантризм:225.

## Магия и наука
Хотя магия в некоторых аспектах схожа с наукой и технологией, она «действует» совсем иначе. Магия, подобно религии, связана со сверхъестественными, нематериальными силами, но, подобно науке, претендует на прямую результативность, эффективность своих действий. В отличие от науки, которая измеряет результат через опыт и эксперимент, магия ссылается на «символичную» причинно-следственную связь. Известный исследователь вопроса, профессор Гарвардского университета, зав. кафедрой английского языка и литературы Дж. Л. Киттредж считал:

Вера в колдовство является всеобщим наследием человечества. В XVII веке вера в колдовство была повсеместной, верить в существование колдовства было для человека той эпохи то же самое, что для современного — вера в распространение болезней через микробы. В той же степени вера или неверие в колдовство характеризовали рациональное и духовное начала конкретного человека. Позиции тех, кто верил в колдовство, были логически теологически лучше подкреплены, чем позиции тех, кто не верил, и предать ведьму смерти было сродни проявлению инстинкта самосохранения. Вина за охоту на ведьм должна быть возложена на всё сообщество, где она имела место. Многие из тех, кто был казнён за колдовство, действительно считали себя виновными или имели преступные намерения, а многие из тех, кто лично себя виновным не признавал, в само колдовство верил.

### Классификация по Фрезеру
Дж. Фрезер в своём классическом труде «Золотая ветвь» разделяет магию на гомеопатическую и контагиозную, в основе своей имеющих свойства магического мышления первобытного человека.
- Гомеопатическая магия (иначе имитативная, хотя сам Фрезер считал данный термин неудачным, ибо предположение сознательно подражающего агента сужает сферу действия магии) руководствуется принципом подобия и сходства, «подобное производит подобное». В качестве примера можно привести известные практики магии вуду, в которых поражение куклы, символизирующей объект, должно было нанести вред самому объекту[108].
- Контагиозная магия исходит из идеи сохранения связи между предметами, когда-либо соприкасавшимися и возможности воздействия на один посредством другого. Ярким примером этой идеи могут служить верования, регламентирующие методы уничтожения отстриженных волос и ногтей (сожжение, закапывание и т. д.), присутствующие во многих культурах мира[108].

Фрезер писал: «Гомеопатическая магия основывается на связи идей по сходству; контагиозная магия основывается на связи идей по смежности. Ошибка гомеопатической магии заключается в том, что подобие вещей воспринимается как их идентичность. Контагиозная магия совершает другую ошибку: она исходит из того, что вещи, которые однажды находились в соприкосновении, пребывают в контакте постоянно. На практике оба вида магии часто сочетаются».

### Классификация по Новикову
В советском религиоведении приёмы, используемые в магии, различались по нескольким признакам:
- По степени сложности
  - индивидуальное магическое действие;
  - индивидуальный/групповой магический обряд;
  - коллективная магическая церемония;
- по целевому назначению
  - вредоносная магия (чёрная и злая) — причиняющая вред определённому лицу или нескольким лицам («навести порчу на ребёнка», «наслать моровое поветрие»);
  - военная магия — пляски, заколдовывание оружия;
  - любовная магия — приворот («привораживание»)/ отворот («отвораживание»);
  - лечебная магия — заклинания, молитвы, снадобья;
  - промысловая магия — заклинание оружия и охотничьих ловушек;
  - метеорологическая магия — обряды и церемонии связанные с влиянием на погоду (вызывание дождя).

Некоторые исследователи отдельно выделяют вербальную магию (магию слова) — разного рода заклинания, молитвы и т. д.

### Классификация по Токареву
Оригинальный вариант классификации предложил советский исследователь первобытной культуры С. А. Токарев. Он разделил все магические обряды на шесть типов, рассматривая их со стороны «механизма действия»:
- Контактная магия — магическая сила передаётся или придаётся человеку путём непосредственного взаимодействия с носителем магической силы, например, ношение талисманов, употребление магических снадобий.
- Инициальная (инцепционная, трансмиссивная) магия — при магической манипуляции производится только начало желаемого действия, а окончание же его возлагается на магическую силу; например, австралийский колдун, желая поразить врага из соседнего племени, производит такую процедуру: он направляет заострённую палочку в сторону врага и шепчет при этом проклятия, считая, что после этого враг будет поражён либо смертью, либо мучительной болезнью.
- Имитативная (симильная) магия основана на принципе «подобное производит подобное». Так, для того, чтобы причинить вред своему врагу, колдун колет острыми предметами рисунок человеческой фигуры или куклу. По принципу подобия вред, приносимый изображению или кукле, должен перенестись на обидчика. Другой любопытный пример этого рода магии — помощь при родах. В этом случае шаман изображает роженицу, привязывая к себе камень. По убеждению, удачно прошедшее «представление» родов шаманом должно по принципу подобия сделать удачными и настоящие роды.
- Контагиозная (парциальная) магия основана на том, что вещи, раз пришедшие в соприкосновение, сохраняют связь на расстоянии. Примером этой магии может быть использование крови, ногтей, зубов, волос в колдовстве разного рода.
- Апотропетическая (отгоняющая) магия должна помочь отпугнуть враждебные силы, укрыться от них с помощью амулетов, оберегов, ритуальных звуков, огня, магических кругов и т. п.
- Катартическая магия — очищение тела или жилища от проникших туда злых влияний посредством ритуального окуривания или омовения, поста, приёма снадобий и т. д.

В некоторых обрядах может сочетаться несколько принципов воздействия, поэтому их можно отнести к смешанным типам.
Токарев считал вербальную магию (магию слова) не особым и самостоятельным типом, а лишь «словесным аккомпанементом к совершаемому колдовскому действию».

## Аферисты от магии
Магия издавна служила прикрытием для жуликов и аферистов. Множество примеров подобного рода приводится в дневниках германского палача XVI века Франца Шмидта. В частности, описан случай некоей Элизабет Ауэрхольтин, выдававшей себя за колдунью, способную находить клады и освобождать их от стоящих на страже драконов. Таким образом ей удалось скопить баснословную по тем временам сумму в 4000 флоринов.

## Критика
В настоящее время Национальный научный фонд (США) относит веру в существование ведьм и магов к одному из наиболее распространённых среди американцев псевдонаучных заблуждений.
Современная психиатрия относит проявления магического мышления к расстройствам адаптации, а когда человек начинает посещать колдунов, экстрасенсов или астрологов, строя жизнь по их рекомендациям, либо становится членом секты, либо погружается в мир эзотерических учений, оно классифицируется как «магифренический синдром».

## В культуре
В литературе
Слова «магия», «маг», «магическая сила» часто используются в переносном смысле, например, литературоведы любят выражения типа «магия пушкинского слова» (то есть «сверхъестественная сила» слова), «властный жест мага» (об Андрее Белом), а в научных и инженерных дисциплинах встречаются такие понятия как магическое число, магический квадрат и т. п.
Магия является неотъемлемым атрибутом фантастических произведений — книг, фильмов, игр, комиксов — в жанрах фэнтези и мистика. Различные авторы по-разному описывают «работу» магии в своих мирах, создавая собственные «магические системы»: от интуитивно-стихийного творения чудес до точной науки, подчинённой особым физическим законам. Различаются способы получения магической силы: в одних мирах магия — врождённое свойство, в других — ремесло, которым может овладеть каждый. Среди способов применения магии в фантастике — заклинания, зачарованные предметы, превращение, предсказание. Подробное, квазинаучное описание магической системы встречается, помимо прочего, в повести А. и Б. Стругацких «Понедельник начинается в субботу» и в цикле книг Джоан Роулинг «Гарри Поттер».
В компьютерных играх
В компьютерных играх магия чаще всего встречается в играх жанра RPG, куда она пришла из настольных ролевых игр и системы Dungeons & Dragons.